# 薩爾河 (俄羅斯)
薩爾河是俄羅斯南部的河流，流经卡尔梅克共和国和羅斯托夫州，屬於頓河的支流，河道全長776公里，流域面域21,300平方公里，發源自卡爾梅克共和國西部，最終在謝米卡拉科爾斯克注入頓河。